# سلطانوفکا (شهرستان کیگینسکی، باشقیرستان)
سلطانوفکا (انگلیسی: Sultanovka, Kiginsky District, Republic of Bashkortostan) یک شهرک در شهرستان کیگینسکی استان باشقیرستان کشور روسیه است.